# Первомайский (Багаевский район)
Первома́йский — посёлок в Багаевском районе Ростовской области.
Входит в состав Красненского сельского поселения.

## География
Расположен южнее районного центра — станицы Багаевской, на левом берегу реки Маныч.
Расстояние до райцентра — около 20 км (по дорогам).

## История
В 1958 году указом Президиума Верховного Совета РСФСР хутор Самодуровка переименован в хутор Первомайский.

## Население
| 1989 | 2002 | 2010 |
| ---- | ---- | ---- |
| 839  | ↗916 | ↘896 |

## Улицы
| - пер. Зелёный - пер. Мира - пер. Новый - пер. Парковый - пер. Солнечный - пер. Спортивный - пер. Степной - пер. Узкий - пер. Черемушки | - ул. Молодёжная - ул. Садовая - ул. Центральная - ул. Школьная |